# Cajigal
Cajigal is een gemeente in de Venezolaanse staat Sucre. De gemeente telt 24.000 inwoners. De hoofdplaats is Yaguaraparo.